# 陈子仙
陈子仙，名毓性，浙江海宁人，清代圍棋大国手，与周小松并称“陈周”。少年从父学艺，少年时曾和前辈国手董鹿泉对局；与周小松激战一百十局多。受子局以与方秋客的二子七局最为著名，称作“陈方七局”。同治九年受安徽巡抚英翰的邀请去安徽，和老朋友周小松重逢，对垒多局，现在保存了21局。不久陈回家得痢疾去世，岁数不到五十。陈棋风灵活飘逸，极具才气，被棋家誉为西屏先生之流亚。